# Cecilia Montiel
Cecilia Montiel (Lima, 1955) è una scenografa peruviana.
Studiò architettura e si trasferì a Los Angeles nel 1978, dove era una collega di Lorenzo O'Brien ed Alex Cox.
Lavorò come scenografa in svariati film, tra cui Walker - Una storia vera. Il suo lavoro da scenografa fu El Patrullero. Da allora ha lavorato con diversi registi tra cui Robert Rodriguez (Desperado, Dal tramonto all'alba), Pancho Lombardi (Sin Compassion), Antonio Banderas (Pazzi in Alabama, Gore Verbinski (The Mexican - Amore senza sicura) e Martin Campbell (La maschera di Zorro). Cox l'ha definita "la persona più creativa con cui abbia mai lavorato".

## Filmografia
- Walker - Una storia vera (Walker), regia di Alex Cox (1987)
- El Patrullero (Highway Patrolman), regia di Alex Cox (1991)
- Sin Compassion (Without Compassion), regia di Francisco J. Lombardi (1994)
- Desperado, regia di Robert Rodriguez (1995)
- Dal tramonto all'alba, regia di Robert Rodriguez (1996)
- Il vincitore, regia di Alex Cox (1996)
- La maschera di Zorro, regia di Martin Campbell (1998)
- Pazzi in Alabama, regia di Antonio Banderas (1999)
- Vatel, regia di Roland Joffé (2000)
- Under Suspicion, regia di Stephen Hopkins (2000)
- The Mexican - Amore senza sicura (The Mexican), regia di Gore Verbinski (2001)
- Byker Boyz, regia di Reggie Rock Bythewood (2003)
- The Legend of Zorro, regia di Martin Campbell (2005)
- The Informers - Vite oltre il limite (The Informers), regia di Gregor Jordan (2008)